# 영남파워
영남파워는 대한민국 울산광역시 남구에 있는 복합 화력 발전소이다. 한국남부발전의 자회사인 KOSPO영남파워(주)가 운영한다. 구 영남화력발전소 부지에 2015년 8월 1일부터 건설되어, 2017년 10월 16일부터 상업운전을 개시하였다. 액화천연가스를 연료로 사용하며, 설비 용량은 총 476 MW이다.